# ستيف غوبي
ستيف غوبي (بالإنجليزية: Steve Guppy)‏ هو لاعب كرة قدم ومدرب كرة قدم بريطاني، ولد في 29 مارس 1969 في ونشستر في المملكة المتحدة. شارك مع منتخب إنجلترا تحت 21 سنة لكرة القدم ومنتخب إنجلترا لكرة القدم الرديف ومنتخب إنجلترا لكرة القدم. أما مع النوادي، فقد لعب مع بورت فايل ودي.سي. يونايتد وستوك سيتي وستيفيناغ بوروه وليدز يونايتد وليستر سيتي ونادي سلتيك وويكمب وندررز ونيوكاسل يونايتد.

## وصلات خارجية
- ستيف غوبي على موقع الدوري الأمريكي (الإنجليزية)
- ستيف غوبي على موقع قاعدة بيانات كرة القدم.إي يو (الإنجليزية)
- ستيف غوبي على موقع ناشيونال فوتبول تيمز (الإنجليزية)
- ستيف غوبي على موقع Soccerbase.com (لاعب) (الإنجليزية)
- ستيف غوبي على موقع عالم كرة القدم.نت (الإنجليزية)